# Ndjadi Kingombe
Ndjadi Kingombe, eigentlich Antoine Diongo-Njadi Moembo Kingombe (* 12. Februar 1976 in Valby) ist ein ehemaliger dänischer Basketballspieler.

## Werdegang
Der Däne kongolesischer Abstammung wuchs in Taastrup im Großraum Kopenhagen auf. Der 2,06 Meter große Innenspieler ging 1996 in die Vereinigten Staaten, verbrachte die Saison 1996/97 am Sierra College in Kalifornien, spielte und studierte dann im selben Bundesstaat am Patten College und 2001/02 an der California State University, Los Angeles.
Er wechselte zur Saison 2002/03 zu Fabriano Basket in die italienische Serie A. Noch in der Vorbereitung auf das Spieljahr erlitt Kingombe eine Knieverletzung. Er bestritt letztlich 29 Ligaspiele für Fabriano, in denen er im Schnitt 4,3 Punkte erzielte. Sein nächster Verein war Ionikos Nikea in Griechenland (2003/04), 2004 spielte er zeitweilig für Omonia Nikosia auf Zypern, in Frankreich (Étoile Charleville-Mézières) und bei Marso Carmo Suzuki Nyíregyházi KK (Hübner Nyíregyháza BS) in Ungarn.
Zu Jahresbeginn 2005 weilte er kurz bei der italienischen Spitzenmannschaft Virtus Bologna, kam aber in keinem Punktspiel, sondern nur als Aushilfe in den Übungseinheiten zum Einsatz. Anschließend spielte Kingombe für den Roskilde Basketball Club in der zweiten dänischen Liga, Beim selben Verein war er später als Damen-Trainer tätig. In der Saison 2010/11 spielte er zeitweilig noch für KSF Srbija Malmö in Schweden.
Kingombe war dänischer Nationalspieler, er bestritt vier A-Länderspiele.